# Nynantheae
Nynantheae is een onderorde van neteldieren uit de klasse van de Anthozoa (Bloemdieren).

## Infraorden, superfamilies en families
- Athenaria Carlgren, 1899

- Andresiidae Stephenson, 1922
- Andvakiidae Danielssen, 1890
- Edwardsiidae Andres, 1881
- Galatheanthemidae Carlgren, 1956
- Halcampidae Andres, 1883
- Halcampoididae Appellöf, 1896
- Haliactinidae Carlgren, 1949
- Haloclavidae Verrill, 1899
- Limnactiniidae Carlgren, 1921
- Octineonidae Fowler, 1894
- Polyopidae Hertwig, 1882

- Boloceroidaria Carlgren, 1924

- Boloceroididae
- Nevadneidae Carlgren, 1925

- Thenaria Carlgren, 1899
  - Acontiaria Stephenson, 1935
    - Acontiophoridae Carlgren, 1938
    - Aiptasiidae Carlgren, 1924
    - Aiptasiomorphidae Carlgren, 1949
    - Antipodactinidae Rodríguez, López-González & Daly, 2009
    - Bathyphelliidae Carlgren, 1932
    - Diadumenidae Stephenson, 1920
    - Haliplanellidae Hand, 1956
    - Hormathiidae Carlgren, 1932
    - Isophelliidae
    - Kadosactinidae Riemann-Zürneck, 1991
    - Nemanthidae Carlgren, 1940
    - Sagartiidae Gosse, 1858
    - Sagartiomorphidae Carlgren, 1934

  - Actinioidea Rafinesque, 1815
    - Aurelianiidae Andres, 1883
    - Iosactinidae Riemann-Zürneck, 1997
    - Stoichactidae Carlgren, 1900

  - Endomyaria Stephenson, 1921
    - Actiniidae Rafinesque, 1815
    - Aliciidae Duerden, 1895
    - Condylanthidae Stephenson, 1922
    - Homostichanthidae
    - Liponematidae Hertwig, 1882
    - Minyadidae Milne Edwards, 1857
    - Phymanthidae Andres, 1883
    - Stichodactylidae Andres, 1883
    - Thalassianthidae Milne Edwards, 1857

  - Mesomyaria Stephenson, 1921
    - Actinostolidae Carlgren, 1932
    - Exocoelactinidae Carlgren, 1925
    - Isanthidae Carlgren, 1938

  - Metridioidea Carlgren, 1893
    - Metridiidae Carlgren, 1893